# Teodoros Tunusidis
Teodoros Tunusidis, Theodoros Tounousidis (gr. Θεόδωρος Τουνουσίδης; ur. 13 stycznia 1984) – szwedzki, a w latach 2002 - 2012 grecki zapaśnik walczący w stylu klasycznym. Olimpijczyk z Pekinu 2008, gdzie zajął siedemnaste miejsce w kategorii 96 kg.
Pięciokrotny uczestnik mistrzostw świata; dziewiąty w 2006. Piąty na mistrzostwach Europy w 2006. Dwunasty na igrzyskach europejskich w 2015. Wicemistrz igrzysk śródziemnomorskich w 2009. Brązowy medalista mistrzostw nordyckich w 2015. Szósty w Pucharze Świata w 2015. Mistrz Europy juniorów z 2004 a wicemistrz w 2001 i 2002 roku.
- Turniej w Pekinie 2008

Przegrał z Gruzinem Ramazem Nozadzem i odpadł z turnieju.